# Melampyrum polonicum
Melampyrum polonicum là loài thực vật có hoa thuộc họ Cỏ chổi. Loài này được Soó mô tả khoa học đầu tiên.